# Swedbank

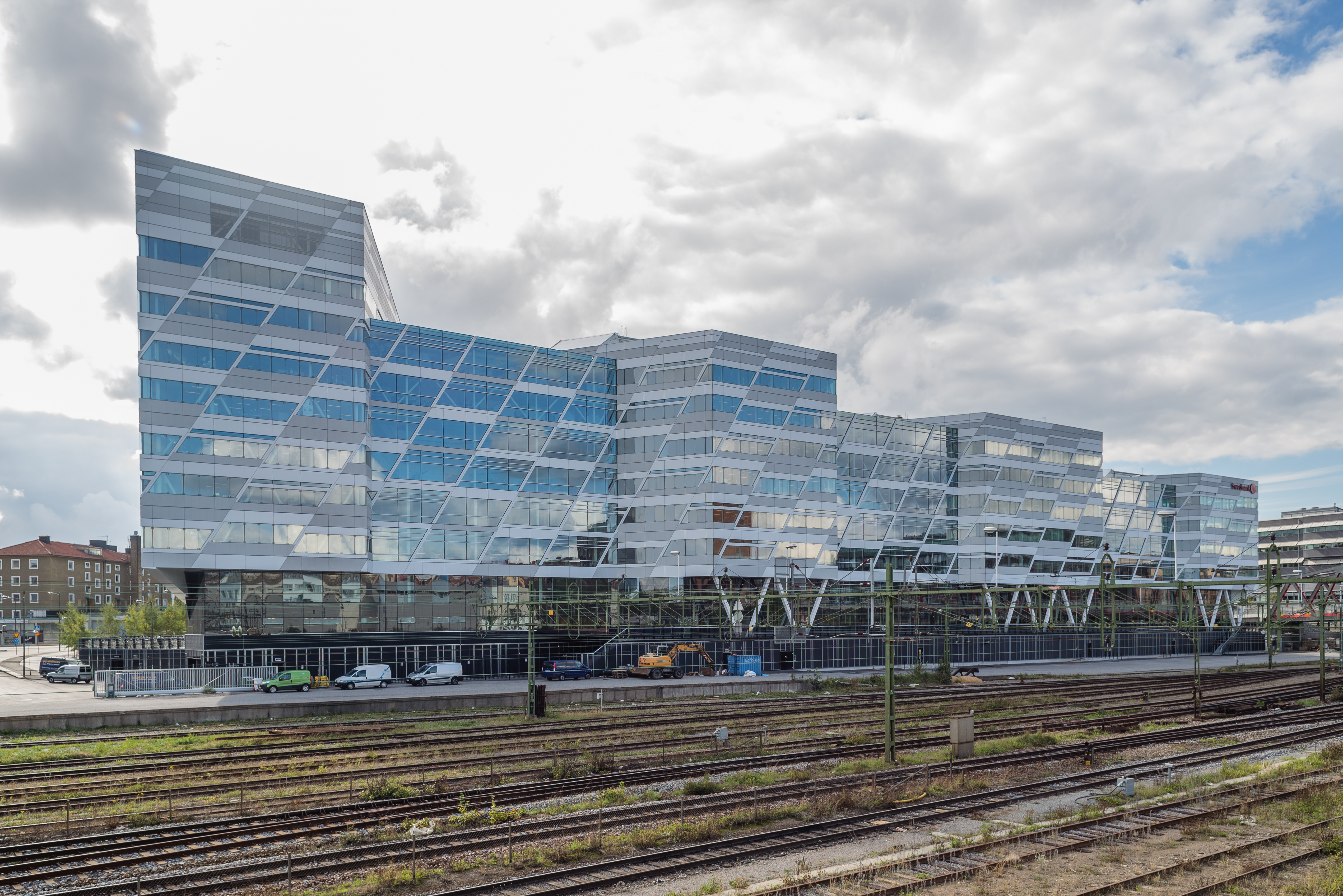
Imagens do Swedbank na cidade de Estocolmo, Suécia.

O banco Swedbank é um banco da Suécia, com sede em Estocolmo. Foi fundado em 1997, pela fusão da Sparbanken Sverige AB e do Föreningsbanken AB. É um dos bancos suecos que fazem parte do índice OMX-S30.
O Swedbank atua em 4 países sede, Suécia, Estônia, Lituânia e Letônia, e tem escritórios pelo mundo, como China, EUA, África do Sul, Dinamarca, Finlândia e Noruega. 
O Swedbank é, desde há muito, o maior banco da Suécia. O Swedbank é o maior banco da Estónia e da Letónia e o segundo maior da Lituânia. A nível mundial, contava com 7 milhões de clientes particulares e 550 mil clientes empresariais. O Swedbank tem-se classificado sistematicamente entre os bancos suecos com o nível mais baixo de satisfação dos clientes durante grande parte da década de 2010 e 2020.